# 진전초등학교 옥봉분교
진전초등학교 옥봉분교는 대한민국 경상남도 창원시 마산합포구 진전면 임곡리 305-1에 있었던 공립 초등학교이다. 1999년 3월 1일 낙동 분교 흡수 통합하였으며, 1999년 9월 1일 양촌. 옥봉초등, 여향. 이창분교를 흡수 통합하였다. 교훈은 ‘꿈과 희망을 지닌 건강한 어린이’이며, 교목은 느티나무, 교화는 장미이다. 학교 특색교육으로는 같이 넘고 함께 뛰어 오르는 아이들을 운영하고 있다. 경상남도 창원시 마산합포구 진전면 곡안리 77-1번지에 있다.

## 연혁
- 1963년 11월 18일 진전국민학교 옥봉분교장 인가
- 1965년 12월 12일 옥봉국민학교 개교
- 1992년 12월 12일 3개 교실 개축
- 1999년 2월 13일 제33회 졸업식(7명, 총 1086명)
- 1999년 9월 1일 진전초등학교로 통합

1. ↑  “진전초등학교”. 2025년 1월 22일에 확인함.